# Vladimir Volkoff
Vladimir Volkoff, francoski pisatelj ruskega rodu, * 7. november 1932, Pariz, † 14. september 2005, Bourdeilles, Dordogne.
Volkoff, ki je ustvarjal pod psevdonimom Lieutenant X, je pisal literarna dela za odrasle in vohunske romane za mladino in velja za enega izmed najpomembnejših francoskih pisateljev hladne vojne.